# Holothrix schlechteriana
Holothrix schlechteriana är en orkidéart som beskrevs av Friedrich Fritz Wilhelm Ludwig Kraenzlin och Schltr.. Holothrix schlechteriana ingår i släktet Holothrix och familjen orkidéer. Inga underarter finns listade i Catalogue of Life.